# آئین انزاق
آئین انزاق (به فرانسوی: Ain Nzagh) یک منطقهٔ مسکونی در مراکش است که در شاویه وردیغه واقع شده‌است.

## خصوصیات
آئین انزاق ۱۴٬۳۶۷ نفر جمعیت دارد.